# 臨戎縣
临戎县，中国古县名。
临戎县治今内蒙古自治区巴彦淖尔市磴口县补隆淖尔镇河拐子村西南古城。汉武帝元朔二年（前127年），匈奴侵入渔阳郡、上谷郡，杀千馀人。汉武帝令车骑将军卫青略河南地，主父偃进言朔方土地肥饶，宜屯田驻守。武帝收河南地，置朔方郡、五原郡。前124年，筑临戎城，临戎县属于朔方郡。新朝改称推武县。东汉末年废除，地入羌胡。